# Ниигата (город)
Ниига́та (яп. 新潟市 Ниигата-си, букв. «Новая лагуна») — город, определённый указом правительства Японии, административный центр префектуры Ниигата. Площадь города составляет 726,10 км², население — 808 189 человек (1 августа 2014), плотность населения — 1113,05 чел./км².

## География
Ниигата — крупный порт на побережье Японского моря, расположенный на равнине Этиго у устья рек Синано и Агано.

## Климат
| Показатель                    | Янв.  | Фев. | Март | Апр. | Май  | Июнь | Июль | Авг. | Сен. | Окт. | Нояб. | Дек. | Год  |
| ----------------------------- | ----- | ---- | ---- | ---- | ---- | ---- | ---- | ---- | ---- | ---- | ----- | ---- | ---- |
| Абсолютный максимум, °C       | 15,3  | 21,3 | 25,1 | 30,7 | 32,9 | 35,0 | 38,5 | 39,1 | 37,1 | 33,3 | 27,2  | 23,6 | 39,1 |
| Средний суточный максимум, °C | 5,5   | 6,0  | 9,7  | 16,0 | 21,0 | 24,5 | 28,2 | 30,6 | 26,2 | 20,3 | 14,2  | 8,7  | 17,6 |
| Средняя температура, °C       | 2,8   | 2,9  | 5,8  | 11,5 | 16,5 | 20,7 | 24,5 | 26,6 | 22,5 | 16,4 | 10,5  | 5,6  | 13,9 |
| Средний суточный минимум, °C  | 0,2   | 0,1  | 2,3  | 7,3  | 12,7 | 17,6 | 21,7 | 23,4 | 19,2 | 12,8 | 7,0   | 2,7  | 10,6 |
| Абсолютный минимум, °C        | −11,7 | −13  | −6,4 | −2,5 | 2,0  | 6,7  | 11,4 | 14,5 | 7,9  | 3,0  | −1,8  | −9,5 | −13  |
| Норма осадков, мм             | 186   | 122  | 113  | 92   | 104  | 128  | 192  | 141  | 155  | 160  | 211   | 217  | 1821 |
| Источник:                     |       |      |      |      |      |      |      |      |      |      |       |      |      |

## История
Около 7 тысяч лет назад Синано и Агано впадали в лагуну, расположенную на месте нынешней Ниигаты. К началу XI века накопившиеся в лагуне речные осадки привели к формированию новой береговой линии, близкой к современной, а вдоль побережья образовались высокие песчаные дюны. К началу эпохи Эдо реки текли по курсу, близкому к современному, за исключением того, что Агано, ранее впадавшая прямо в Японское море, стала впадать в Синано недалеко от её устья.
Согласно Нихон сёки, в VII веке на месте Ниигаты была основана первая крепость. В 1616 году в устье Синано был основан порт, который начал интенсивно развиваться со второй половины XVII века, когда через него стали провозить рис. В 1858 году Ниигата стала одним из пяти портов страны, открывшихся для иностранных судов.
В 1889 году Ниигата получила статус города. Административная территория города неоднократно расширялась за счёт присоединения к нему окружающих муниципалитетов.
В конце Второй мировой войны командование вооружённых сил США предложило этот город как одну из целей для нанесения ядерного удара (24 июля 1945 года Ниигата была включена в окончательный вариант перечня из четырёх городов Японии, на которые предлагалось сбросить атомные бомбы).
В июне 1964 года в Ниигате произошло сильное землетрясение, которое привело к крупным человеческим жертвам и материальному ущербу.
В 1973 году численность населения города составляла 384 тыс. человек, здесь действовали крупный морской порт (грузооборот 13 млн. т в 1969), предприятия нефтедобычи, нефтепереработки и нефтехимии, производства ферросплавов и алюминия, электро- и транспортное машиностроение, текстильная, лесопильная, бумажная и цементная промышленность.
После расширения границ города в 2005 году, в 2007 году Ниигата получила статус города, определённого указом правительства.

## Экономика
Ниигата является важным торговым и промышленным центром, крупнейшим портом на западном побережье Японии. Грузооборот порта на 2008 год составлял 32,1 млн т. Также город является важным транспортным узлом — он является конечным пунктом Дзёэцу-синкансэн и скоростных автострад «Хокурику» и «Банъэцу». Также через него проходят дороги национального значения № 7, 8, 49, 113, 116, 402, 403 и 460.

## Образование

### Колледжи и университеты
- Университет Ниигаты
- Интернациональный университет Японии
- Университет Ниппона Дэнтала
- Университет международных отношений и информационных исследований Ниигаты
- Университет фармацевтики Ниигаты
- Университет Сэйго Ниигаты
- Университет здравоохранения и социального обеспечения Ниигаты

## Культура
Праздники и фестивали:
- Фестиваль Ниигаты (в августе)
- Фестиваль манги

## Города-побратимы
Ниигата является городом-побратимом следующих городов:
- Галвестон, США (1965);
- Хабаровск, Россия (1965);
- Харбин, КНР (1979);
- Владивосток, Россия (1991);
- Биробиджан, Россия (2005);
- Ульсан, Республика Корея (2007);
- Нант, Франция (2009).